# Psalm 43

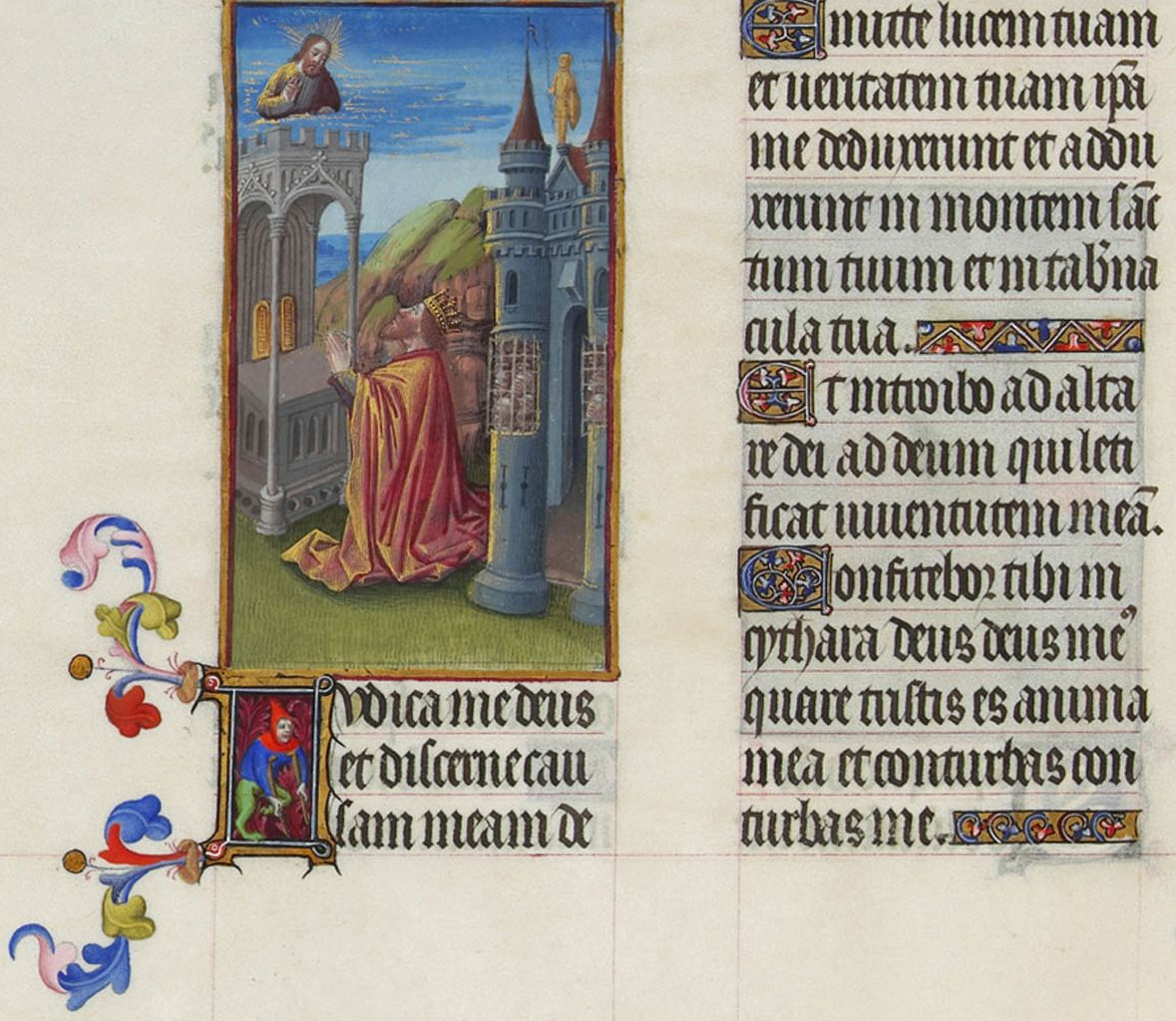
Très Riches Heures du Duc de Berry: Psalm 43 (42)

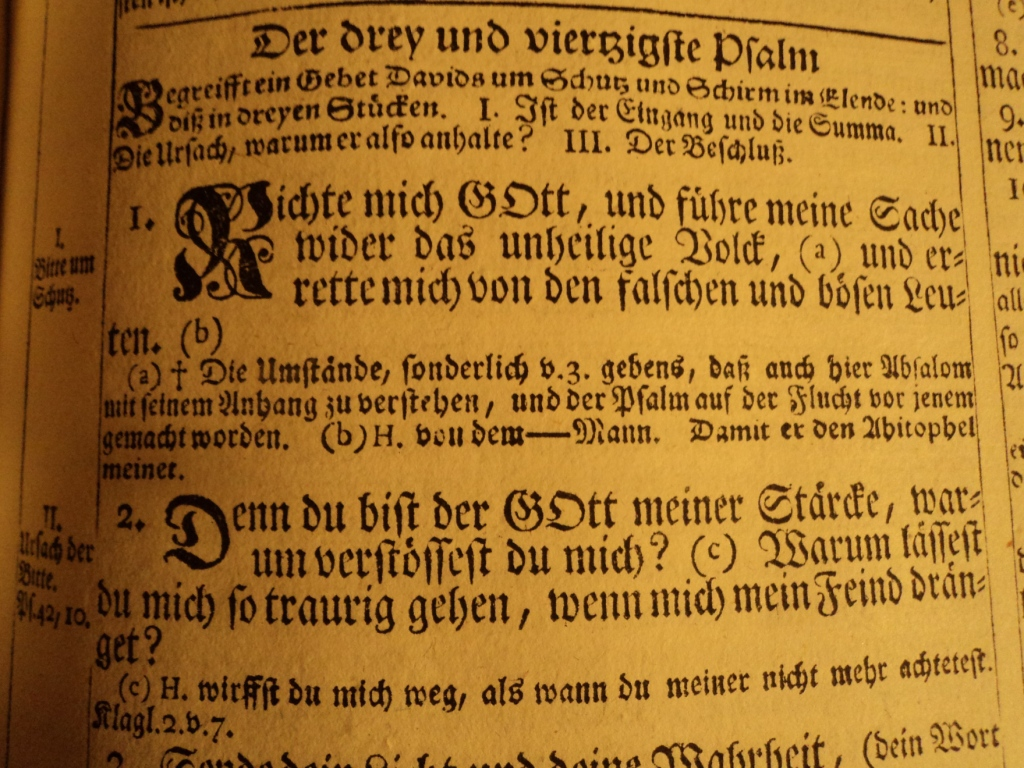
Beginn des Psalms in einer Kurfürstenbibel

Der 43. Psalm (Vulgata: „Ps 42“), von den Söhnen Korachs verfasst, ist ein Psalm und eine direkte Fortsetzung des 42. Psalms. Dies zeigt der durchgehende Kehrvers in Psalm 42 und 43.

Thematisch geht es darum, dass der Beter sich von anderen Menschen verfolgt und von Gott verstoßen sieht. Er bittet deshalb darum, dass Gott sein „Licht und seine Wahrheit“ sende, dass sie ihn leiten und zum Tempel Gottes führen mögen. Abgeschlossen wird der Psalm mit dem schon in Psalm 42 auftauchenden Kehrvers:

„Was bist du bedrückt, meine Seele, und was ächzt du in mir? Harre auf Gott; denn ich werde ihm noch danken, der Rettung meines Angesichts und meinem Gott.“

Der Name des 5. Sonntags der Passionszeit Judika („Richte mich“) ist aus dem lateinischen Incipit des Psalms abgeleitet.

## Rezeption
- Der englische Eremit Richard Rolle verfasste im 14. Jahrhundert ein Unterweisungsbuch für Priester mit dem Titel Judica me deus.

Vertonungen erfuhr der Psalm u. a. bei:
- Nicolas Gombert: Judica me Deus
- Jan Dismas Zelenka: Missa Judica me, F-Dur (ZWV 2, 1714)
- Rudolf Mauersberger: Richte mich Gott
- Felix Mendelssohn Bartholdy: Der 43. Psalm: Richte mich, Gott op. 78 Nr. 2, MWV B 46 (1844)
- Lukas-Passion (Penderecki): 9. Arie Judica me, Deus